# Bourbonnaise
Pour un article plus général, voir Gallus gallus domesticus.
La bourbonnaise, aussi appelé poulet du Bourbonnais, est une race de poule domestique. Elle bénéficie depuis 2022 d'une appellation d'origine contrôlée (AOC). Elle est, avec le poulet de Bresse, la seule volaille bénéficiant d'une telle appellation.

## Description
Cette race constitue une bonne poule de ferme, aux possibilités nombreuses et d'un élevage facile. C'est à la fois une bonne pondeuse (jusqu'à 200 œufs par an) et une poule de bonne chair.
La caractéristique essentielle de la bourbonnaise est sa grande productivité. De plus elle est très vigoureuse, sait se nourrir et se défendre seule. Elle s'acclimate partout. Bien que préférant la liberté, elle peut être élevée dans un poulailler ou un parquet sans problème.
Les jeunes bien nourris s'élèvent rapidement et dès l'âge de trois mois donnent de petits poulets . À huit mois, ils sont adultes.

## Origine
Cette poule est originaire de la province du Bourbonnais où des poules blanches (poule blanche de la Vallée de la Loire, de la race gâtinaise originelle) étaient élevées depuis fort longtemps. Des croisements entre celles-ci et des brahmas permirent d'obtenir une race baptisée bourbonnaise herminée, les blanches gardèrent l'appellation de Gâtinaises.

## A.O.C.
Depuis le 26 juillet 2022, le poulet du Bourbonnais bénéficie d'une appellation d'origine contrôlée (AOC). 80% du  département de l'Allier est couvert par cet AOC. Le cahier des charges oblige à un élevage d'au moins 100 jours (contre 81 jours pour un poulet fermier d'Auvergne et 50 pour un poulet standard). À partir du 42e jour, il doit pouvoir être en plein air sur un terrain herbeux avec 6 m2 par volaille. Les poulaillers ne peuvent excéder 70 m2 avec un maximum de 8 poulets par m2 et doivent être en bois. Le poulet est nourri exclusivement de céréales locales sauf pendant les trois dernières semaines où lui sont rajoutés de la poudre de lait. 
En 2022, 9 éleveurs élèvent de la Boubonnaise AOC pour 26 000 poulets par an ,.
Le poulet du Bourbonnais est, avec le poulet de Bresse, la seule volaille ayant une AOC,.

## Standard
- Masse idéale : Coq : 3,5 kg ; Poule : 2,5 kg
- Crête : simple
- Oreillons : rouges
- Couleur des yeux : rouge orangé
- Couleur des tarses : claire
- Variétés de plumage : blanc herminé de noir
- Peau : blanche
- Œufs à couver :  min. 65 g, coquille blanche à crème
- Diamètre des bagues : Coq : 20 mm ; Poule : 18 mm

## Galerie de photographies

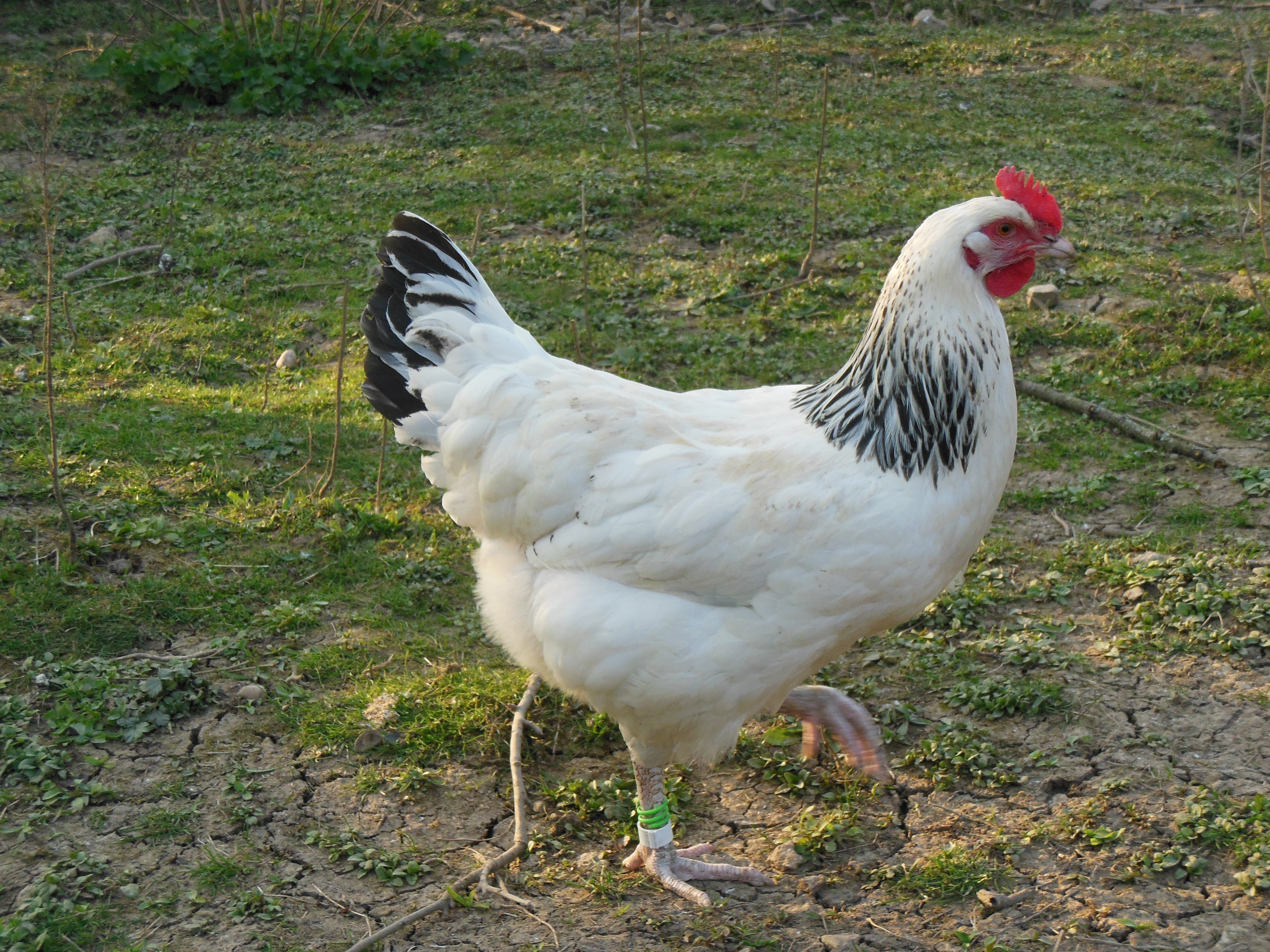
Poule bourbonnaise.
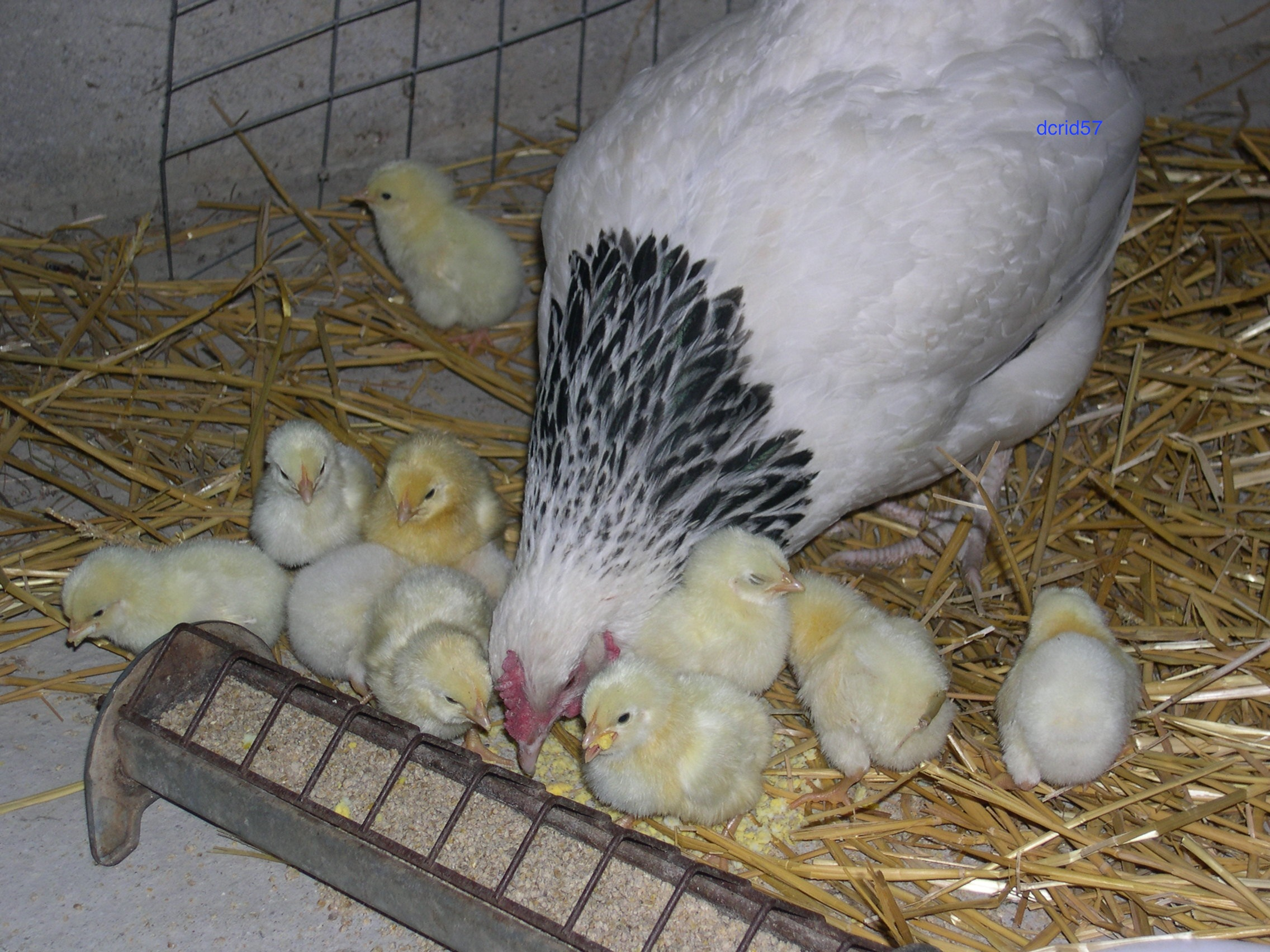
Poule bourbonnaise et ses poussins.
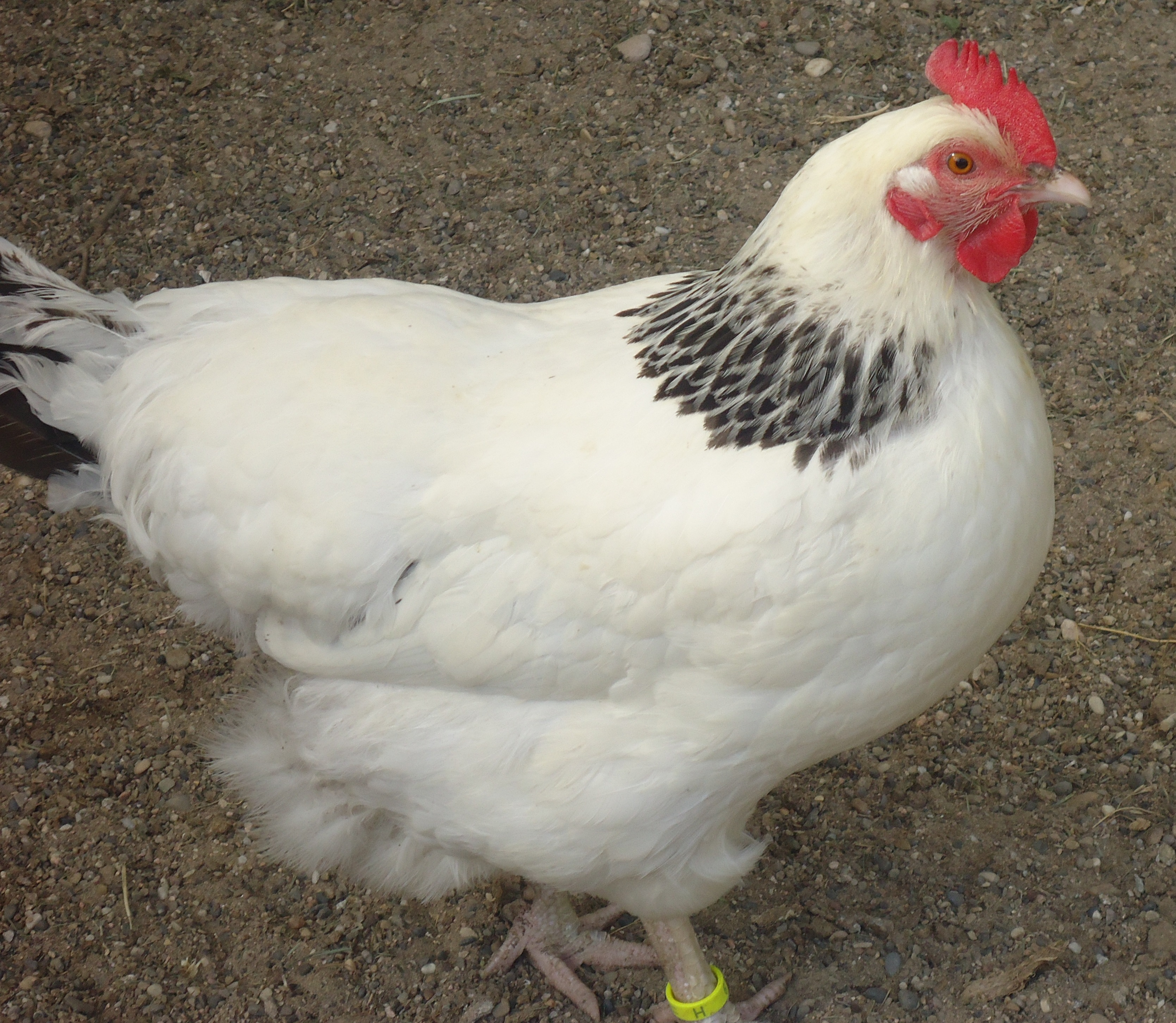
Poule bourbonnaise.

## Club officiel
- Bourbonnais Club, Les Combes, 03400 Yzeure

## Sources
- Le Standard officiel des volailles (Poules, oies, dindons, canards et pintades), édité par la SCAF.